# Baptistasee-Springaffe
Der Baptistasee-Springaffe (Plecturocebus baptista, Syn.: Callicebus baptista) ist eine Primatenart aus der Unterfamilie der Springaffen innerhalb der Familie der Sakiaffen (Pitheciidae). Die Art ist nach dem Fundort des ersten Exemplars benannt.

## Merkmale
Baptistasee-Springaffen sind wie alle Springaffen relativ kleine Primaten mit flauschigem Fell. Der Rücken, die Oberseite des Kopfes und die Außenseiten der Gliedmaßen sind grau oder schwarzgrau gefärbt, der Bauch und die Innenseite der Gliedmaßen leuchtend rot. Der lange, buschige Schwanz ist länger als der Körper, er ist schwarzgrau gefärbt und kann wie bei allen Springaffen nicht als Greifschwanz eingesetzt werden. An den Wangen und an der Kehle befinden sich bartähnliche, rötliche Haare.

## Verbreitung und Lebensraum
Diese Springaffen leben nur im Amazonasbecken in Brasilien. Ihr Verbreitungsgebiet erstreckt sich südlich des Amazonas und östlich des Rio Madeira, beispielsweise auf der Insel Tupinambarana. Die genauen Ausmaße sind allerdings nicht bekannt. Ihr Lebensraum sind Regenwälder.

## Lebensweise
Über die Lebensweise der Baptistasee-Springaffen ist nichts bekannt, vermutlich stimmt sie mit der der übrigen Springaffen überein. Demzufolge sind sie tagaktive Baumbewohner, die in Familiengruppen leben. Die Gruppen bestehen aus einem erwachsenen Paar, das oft lebenslang zusammenbleibt, sowie dem gemeinsamen Nachwuchs. Sie leben in einem festen Revier und ernähren sich vorwiegend von Früchten und in geringerem Ausmaß von anderen Pflanzenteilen und Insekten.

## Gefährdung
Da Baptistasee-Springaffen in einem kaum von Menschen berühren Gebiet leben, sind sie laut IUCN nicht gefährdet.